# Gal (unidad)

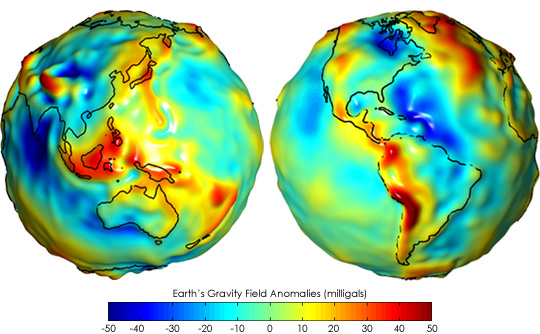
Anomalías del campo gravitacional terrestre (expresado en miligales —mgal—) respecto al valor estimado, considerando la variación del radio terrestre.

Gal es el nombre asignado a la unidad de aceleración en el Sistema Cegesimal de Unidades. Se define como un centímetro por segundo al cuadrado (1 cm/s²). El símbolo de esta unidad es gal. Se le dio este nombre en honor a Galileo Galilei, quien fue el primero en medir la aceleración de la gravedad.
Su equivalencia con la unidad del Sistema Internacional de Unidades es: 1 gal = 0,01 m/s².
La aceleración gravitacional de la Tierra varía entre 976 y 983 gal.
Aunque es una unidad inusual, por no pertenecer al Sistema Internacional de Unidades, mantiene cierto prestigio en algunos campos de la ciencia (geofísica, geodesia, etc.).